# Manuel Cantacuceno
Manuel Cantacuceno (en idioma griego, Μανουήλ Καντακουζηνός, Manouēl Kantakouzēnos), (nacido hacia 1326 - muerto en Mistra, Peloponeso, el 10 de abril de 1380), fue déspota de Morea del 25 de octubre de 1349 hasta su muerte. Fue también pretendiente al título de príncipe de Acaya.
Fue el segundo hijo del emperador Bizantino Juan VI Cantacuceno. Fue gobernador de Veria y Constantinopla en los años 1340. En 1348, fue nombrado gobernador de Morea por su padre. Fue el primero en llevar el título de «Déspota».
Restableció el orden en la provincia sometiendo a los notables griegos locales (archontes). Mantuvo buenas relaciones con sus vecinos latinos del Principado de Acaya y aseguró un periodo de prosperidad a la región. Una alianza con los señores latinos le permitió incluso hacer frente a las razias de Murad I en los años 1360. Animó también las migraciones de albaneses para repoblar la península.
Contrajo matrimonio con Isabel (o Zampea o María) de Lusignan, hija de Guy de Lusignan, que reinaba en Armenia bajo el nombre de Constantino IV. No tuvieron hijos.
A su muerte en 1380, su hermano Mateo Cantacuceno le sucedió. Fue enterrado den Mistrá.